# Ramosomyia
Ramosomyia es un género de aves apodiformes de la familia Trochilidae —los colibríes— que agrupa apenas a dos —o tres— especies nativas de América del Norte y Central, cuyas áreas de distribución se encuentran entre el extremo suroeste de Estados Unidos, en México y el extremo norte de Guatemala. Las dos especies anteriormente se incluian en el género Amazilia pero fueron transferidas al presente como resultados de estudios  filogenéticos. A sus miembros se les conoce por el nombre común de amazilias.

## Características
Los colibríes de este género son medianos, miden entre 10 y 11,5 cm de longitud. De picos color rojo brillante con la punta negra; dorso verde parduzco, partes inferiores blancas, alas oscuras y cola verde cobrizo. Las hembras son similares, de colores algo más apagado.

## Taxonomía
Las especies actualmente en este género tienen una historia taxonómica confusa, ya fueron tratadas en el género Agyrtria y hasta recientemente eran colocadas en el género Amazilia. Los estudios filogenéticos de McGuire et al. (2014) encontraron que  Amazilia era polifilético. En la clasificación propuesta para resolver la polifilia del género, Stiles et al. (2017) propusieron la resurrección del género Leucolia, lo que fue reconocido por el Comité de Clasificación de Norte y Mesoamérica (N&MACC) en la Propuesta No 2020-A-03.
Sin embargo, un estudio publicado en 2021 mostró que Leucolia no podría estar disponible ya que la especie tipo subsecuentemente designada era Trochilus fallax, actualmente Leucippus fallax; como no había otro género disponible, los autores, los ornitólogos australiano Morris D. Bruce y colombiano F. Gary Stiles propusieron un nuevo género Ramosomyia. El cambio fue reconocido por el N&MACC en la Propuesta 2022-B-2 y seguido por las principales clasificaciones, excepto por Birdlife International (BLI) y Aves del Mundo (HBW) que continúan a retener las especies en Leucolia.
El taxón R. wagneri ya era tratado como una especie separada de R. viridifrons por las clasificaciones BLI y HBW, y más recientemente por el Congreso Ornitológico Internacional (IOC), pero la clasificación Clements Checklist/eBird continúa a tratarlo como la subespecie R. viridifrons wagneri.

### Etimología
El nombre genérico Ramosomyia conmemora al ornitólogo y conservacionista mexicano Mario Alberto Ramos Olmos (1949-2006), combinado con la palabra del griego «μυια muia, μυιας muias» que significa ‘mosca’; en ornitología myia y myias significan ‘muy pequeño’, ‘aves del tamaño de una mosca’.

## Lista de especies
Según las clasificaciones del IOC o Clements Checklist/eBird, el género agrupa a las siguientes especies con el respectivo nombre popular de acuerdo con la Sociedad Española de Ornitología (SEO) u otro cuando referenciado:
| Imagen | Nombre científico                | Autor            | Nombre común           | Estado de conservación | Distribución |
| ------ | -------------------------------- | ---------------- | ---------------------- | ---------------------- | ------------ |
|        | Ramosomyia violiceps             | (Gould), 1859    | amazilia coronivioleta | LC                     |              |
|        | Ramosomyia viridifrons           | (Elliot), 1871   | amazilia frentiverde   | LC                     |              |
|        | Ramosomyia (viridifrons) wagneri | (Phillips), 1966 | colibrí flanquicanelo  | LC                     |              |